# 道の駅あさひかわ
道の駅あさひかわ（みちのえき あさひかわ）は、北海道旭川市にある道の駅である。一般財団法人道北地域旭川地場産業振興センターが運営している。

## 概要
元々、道北経済活性化を目的として商工会議所等関係諸団体などの総意で1986年（昭和61年）に「道北地域旭川地場産業振興センター」として設立された施設が2000年（平成12年）に北海道内66番目の道の駅として登録された経緯を持つ。
施設内には、地場産ショップやフードコートの他、各種イベントが開催できる最大1,500 m2（約455坪）の大展示場や貸会議室、研修室等がある。

## 道路
直接連絡
- 昭和通
  - 2013年11月に忠別川に架かるクリスタル橋の開通により、旭川駅方面からの距離が近くなった。

間接連絡
- 国道237号 - 登録路線
- 北海道道90号旭川環状線
- 北海道道98号旭川多度志線
- 北海道道219号新開旭川線

## 歴史
- 1987年（昭和62年） - 旭川地場産業振興センターとして開館。
- 2000年（平成12年）8月18日 - 道の駅の指定を受ける。
- 2013年（平成25年）11月1日 - リニューアルオープン。フードコート新設。

## 主な施設
- 駐車場
  - 普通車：80台
  - 大型車：6台
  - 身障者用：2台
- トイレ
  - 男：大 7器（3器） 小 15器（7器）
  - 女：12器（6器）
  - 身障者用：1器（1器）

※（ ）内は24時間使用可能
- 公衆電話：4台
- 公衆FAX：1（有料）
- 地場産品販売コーナー（売店）
旭山動物園オフィシャルグッズも取り扱っている。
※営業時間は、10:00 - 17:00（4月 - 6月、10月 - 3月）、9:00 - 18:00（7・8月）、9:30 - 17:30（9月）
- フードコート ※営業時間11:00 - 20:00
  - 旭川ラーメン梅光軒
  - みそラーメンよし乃
  - そば処長五郎
  - ヤキトリツヨシ
- ベーカリー&カフェ DAPAS（ダパス）
- 大展示場

## 休館日
- 第1水曜日（変更の場合有り）
- 年末年始（12月30日 - 1月4日）

## アクセス
- JR 旭川駅から約3km
- 札幌市から約140km
- 北見市から約165km
- 稚内市から約246km

## 周辺
- JR 旭川駅
- 大雪クリスタルホール
- 大雪アリーナ
- 三浦綾子記念文学館